# La resurrección de Lázaro (Caravaggio)
La resurrección de Lázaro es un cuadro de Caravaggio, que data de 1609. Es un encargo del comerciante genovés Giovanni Batista de' Lazzari para adornar el altar mayor de una capilla en la Iglesia de los Padri Crociferi de Mesina.
Con La resurrección de Lázaro, el cuerpo del muerto está ya putrefacto, pero al sentir la mano del Mesías, la vida vuelve a su ser. Muchos de los cuadros de Caravaggio se han deteriorado, como es el caso de esta obra, cuyos pigmentos se han difuminado y ya no se puede apreciar el color original.